# Nayak
Nayak è un film del 1966 diretto da Satyajit Ray. Ha vinto il BFJA Award come miglior attore a Uttam Kumar.